# تشارلي اكيرز
تشارلي اكيرز (بالإنجليزية: Charles Arthur "Charlie" Akers)‏ هو متسابق بياثل أمريكي، ولد في 12 يوليو 1939، وتوفي في يوليو 2016.

## وصلات خارجية
- تشارلي اكيرز على موقع أوليمبيديا (الإنجليزية)